# کوشیرو اونچی
کوشیرو اونچی (ژاپنی: 恩地 孝四郎 Onchi Kōshirō؛ ۲ ژوئیهٔ ۱۸۹۱ – ۳ ژوئن ۱۹۵۵) نقاش، چاپ‌گر و عکاس اهل ژاپن بود. او عموماً به عنوان پدر جنبش هنری سوسوکو-هانگا در سدهٔ بیستم ژاپن شناخته می‌شود.

## نگارخانه

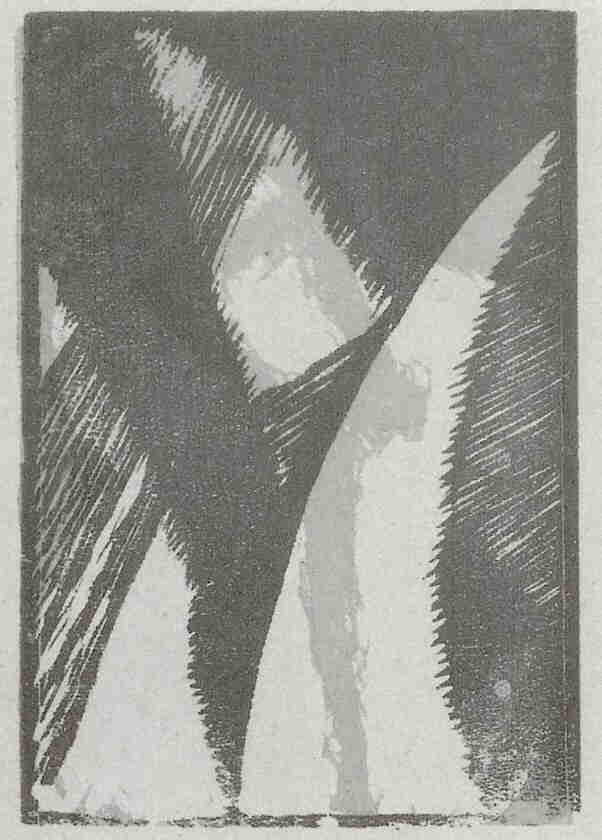
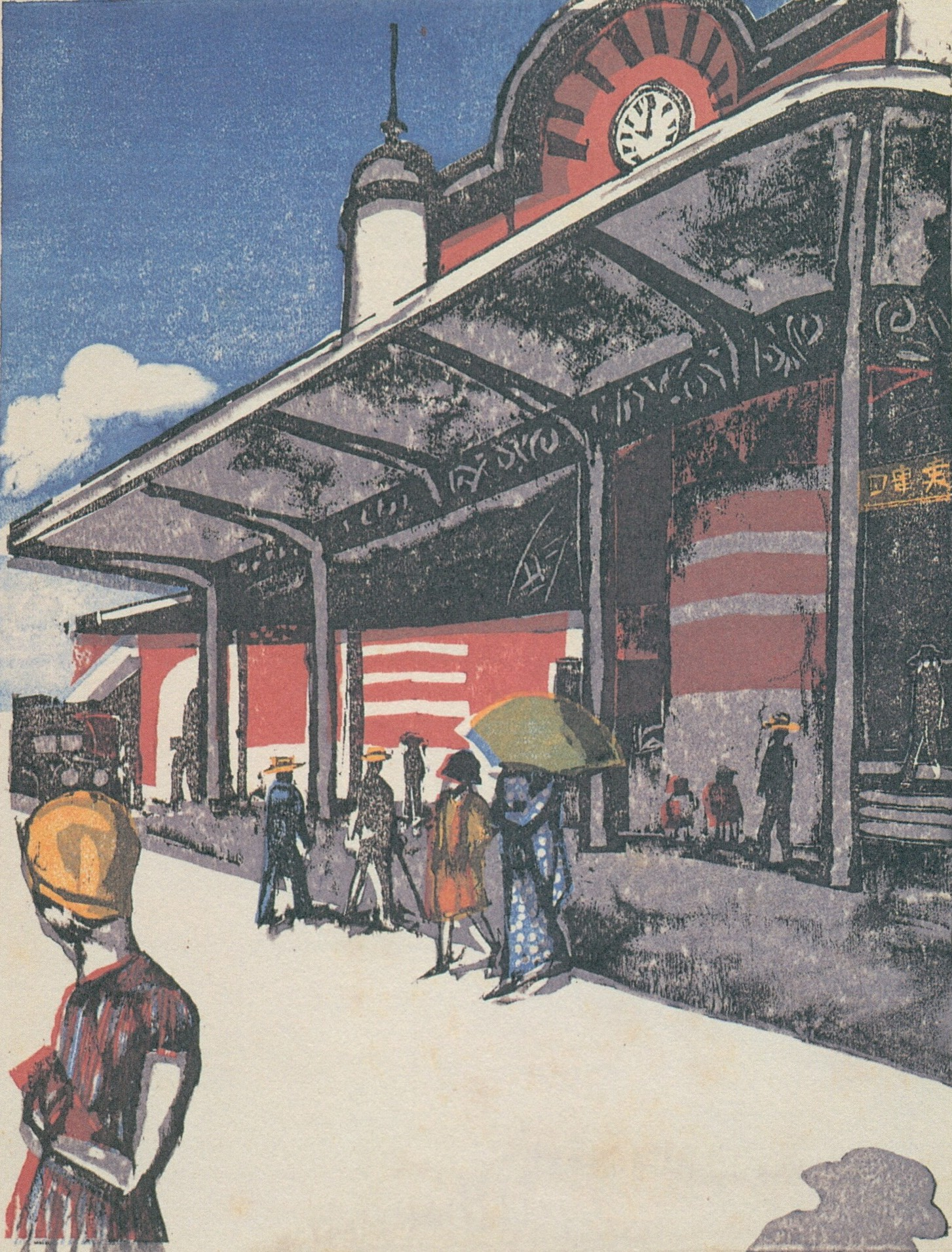
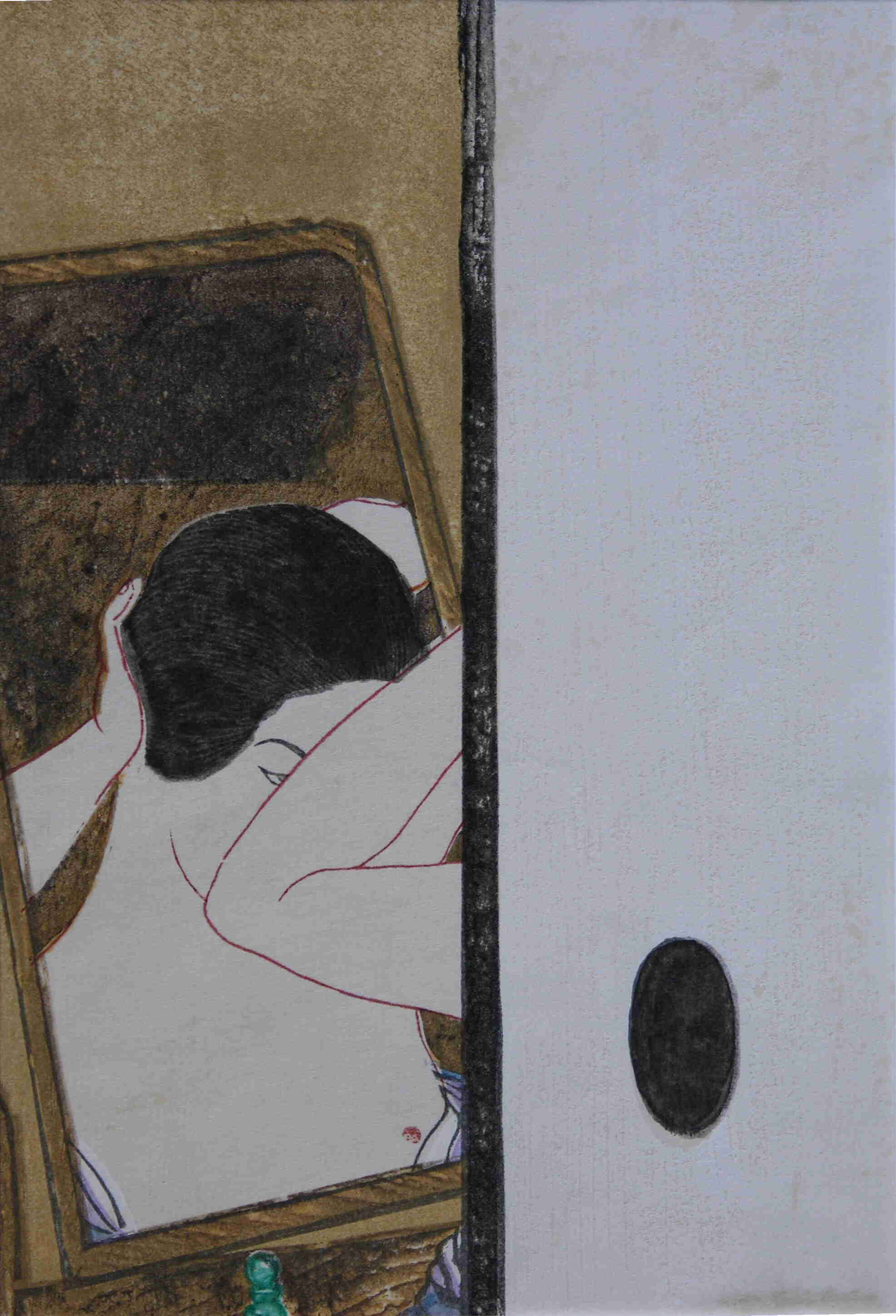
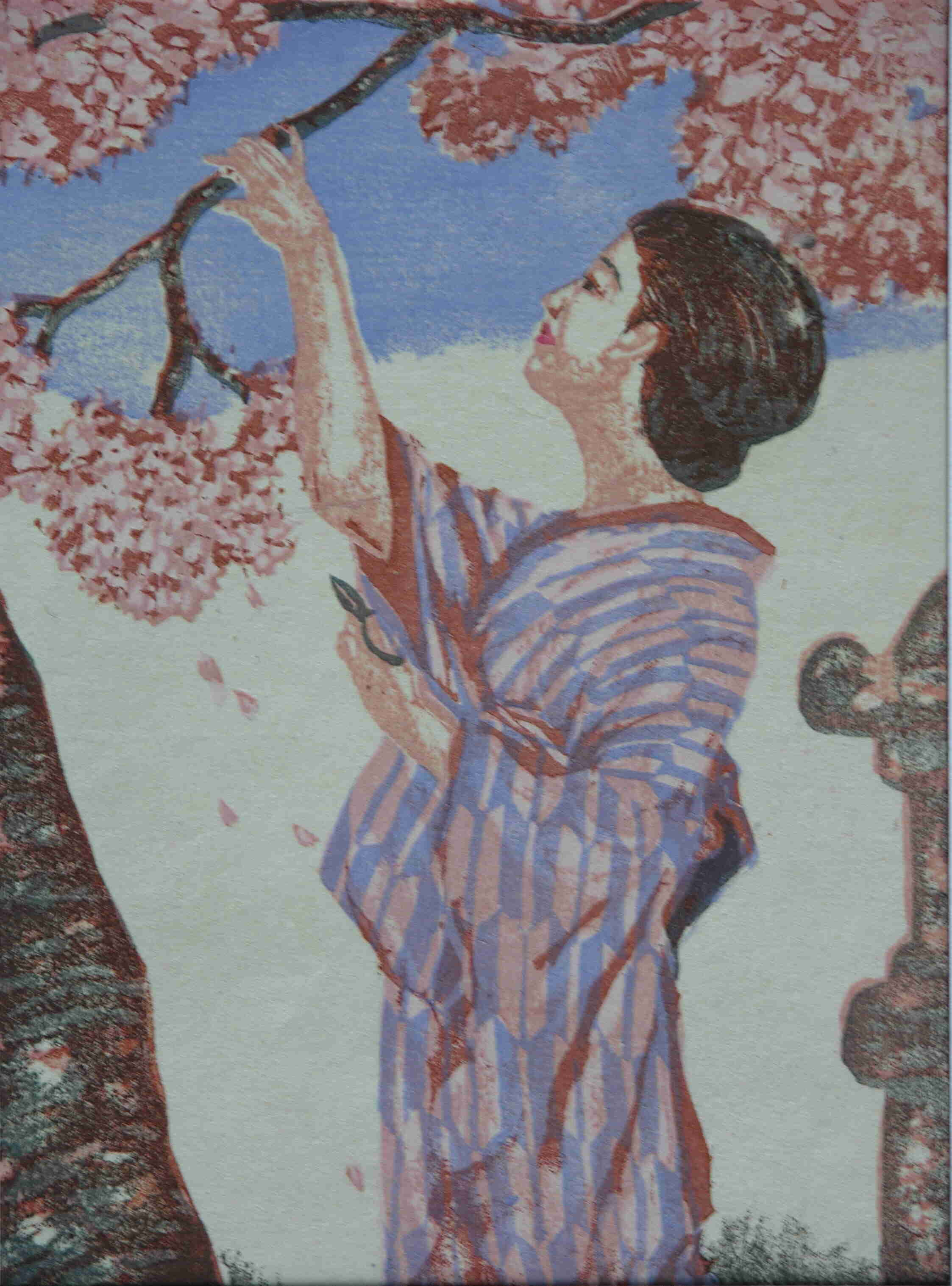
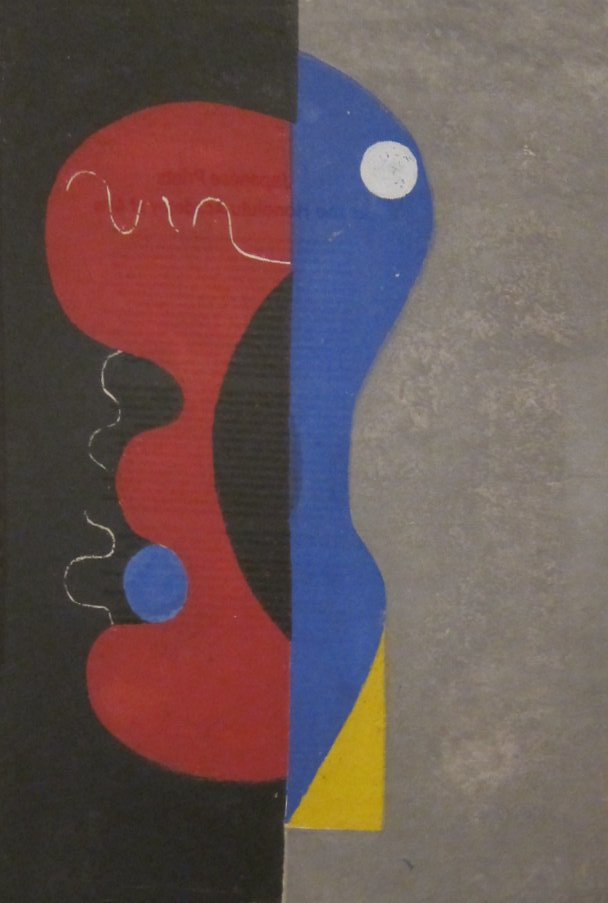
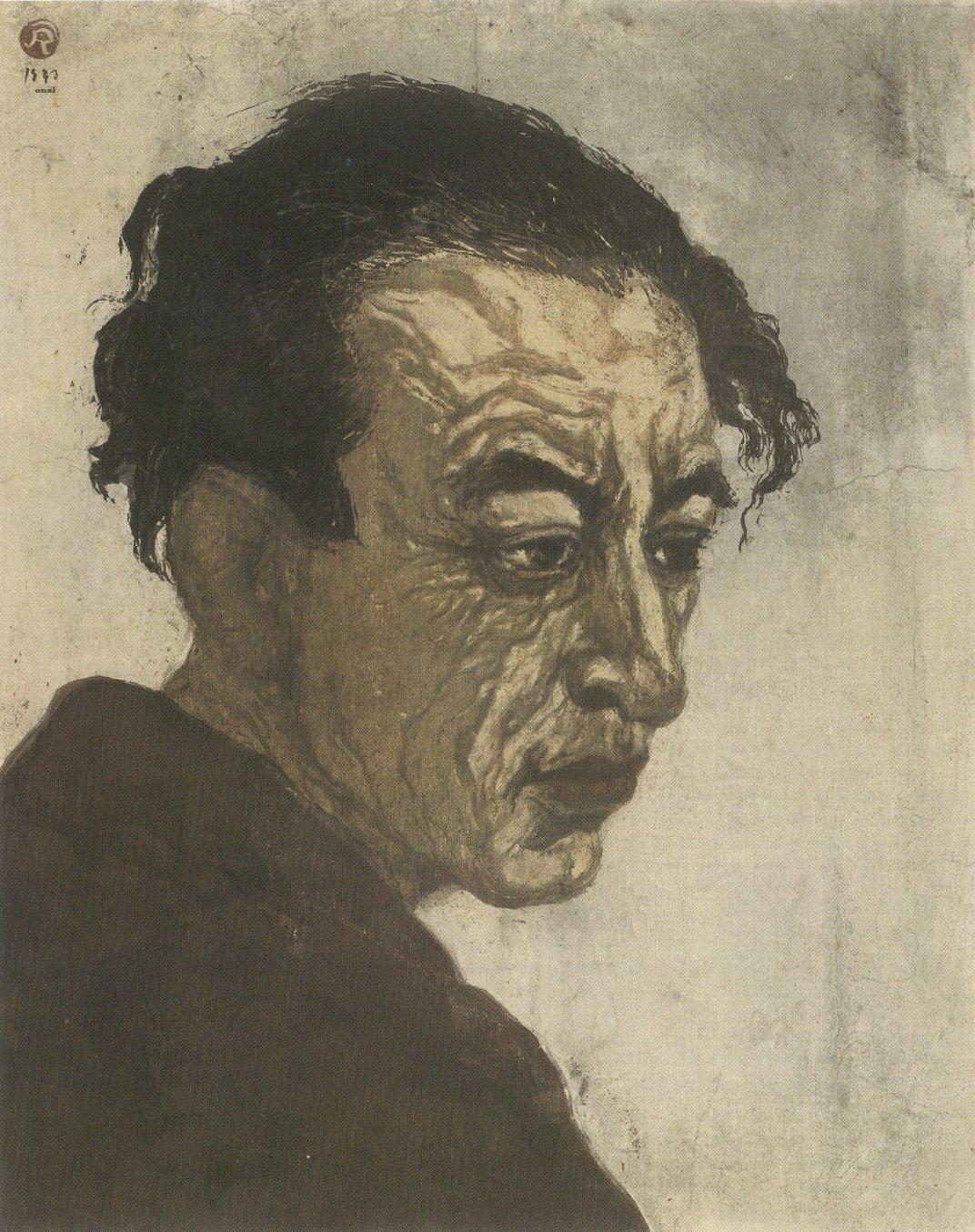